# Ladislav Feierabend
Ladislav Karel Feierabend (ur. 14 czerwca 1891 w Kostelcu nad Orlicí, zm. 15 sierpnia 1969 w Villach) – czeski ekonomista, prawnik, polityk i działacz spółdzielczy. Minister rolnictwa Czechosłowacji w latach 1938–1939, minister rolnictwa Protektoratu Czech i Moraw do 1940 i minister finansów w czechosłowackim rządzie emigracyjnym.

## Życiorys
Ukończył gimnazjum w Hradcu Králové i studia prawnicze na Uniwersytecie Karola. Od 1917 roku angażował się w działalność spółdzielni rolniczych.
W 1934 roku został prezesem spółdzielni rolników Československá obilní společnost. W 1938 roku został ministrem rolnictwa w drugim rządzie generała Jana Syrovego i tę samą funkcję pełnił w dwóch rządach Rudolfa Berana i w rządzie Aloisa Eliáša. 
Angażował się w działalność organizacji ruchu oporu Centrum Polityczne. W 1940 roku zagrożony aresztowaniem, uciekł do Wielkiej Brytanii, gdzie w 1941 roku został mianowany ministrem finansów czechosłowackiego rządu na uchodźstwie. W 1945 roku powrócił do Czechosłowacji, jednak w 1948 roku ponownie emigrował do Wielkiej Brytanii, a następnie do Stanów Zjednoczonych. Do 1969 roku pracował w rozgłośni radiowej Głos Ameryki.

## Upamiętnienie
W 1995 roku został pośmiertnie odznaczony Orderem Tomáša Garrigue Masaryka I klasy.
W 2017 roku w centrum kongresowym Czeskiego Banku Narodowego odsłonięto jego popiersie.